# Ubezpieczenie direct
Ubezpieczenie direct (ang. dosł. bezpośredni) – możliwość zakupu ubezpieczenia przez internet lub telefon. Zaletą zawierania umów ubezpieczeniowych tą drogą jest: niska składka ubezpieczeniowa, szybkość zawierania umowy oraz wygoda, ponieważ zawarcie umowy następuje bez konieczności kontaktu z agentem ubezpieczeniowym.
Płatność za zakupioną polisę może zostać zrealizowana przelewem online, przelewem tradycyjnym, albo przy odbiorze polisy. Polisa może być dostarczona pocztą tradycyjną, jak również przesłana emailem, może przyśpieszyć proces nabycia nowego ubezpieczenia.
Różnica pomiędzy tradycyjnym ubezpieczeniem nabytym np. w biurze agenta a ubezpieczeniem direct polega jedynie na odmiennych kanałach sprzedaży. Istota produktu i zakresu odpowiedzialności stron umowy ubezpieczenia są w obu przypadkach takie same.
Łatwość zawierania umów tą drogą sprawiła, że wartość rynku ubezpieczeń direct dynamicznie rosła do roku 2012; od tego czasu rynek ten odnotowuje niewielkie spadki. Według danych Polskiej Izby Ubezpieczeń w 2012 był on wart ok. 1,2 mld zł, natomiast w 2014 roku 1,05 mld zł. Główną grupę (ok. 90%) zawieranych umów stanowią ubezpieczenia komunikacyjne OC i AC. Pojawiają się jednak analizy, że ten model sprzedaży ubezpieczeń w Polsce się nie sprawdza, gdyż Polacy wolą bezpośredni kontakt z agentem ubezpieczeniowym.